# NK Krka
NK Krka (celým názvem Nogometni klub Krka Novo mesto, česky fotbalový klub Krka Novo mesto) je slovinský fotbalový klub z města Novo mesto. Založen byl roku 1922 jako NK Elan 1922. Domácím hřištěm je stadion Portoval s kapacitou 1 500 míst (z toho 500 k sezení).

## Úspěchy
- 1× vítěz 2. slovinské ligy (1991/92 - skupina západ)